# 城关镇 (静宁县)
城关镇，是中华人民共和国甘肃省平凉市静宁县下辖的一个乡镇级行政单位。

## 行政区划
城关镇下辖以下地区：
庙川社区、北环路社区、人民巷社区、阿阳路社区、东城区社区、西关村、南关村、新城村、东关村和峡门村。